# Pariser Kolonialausstellung

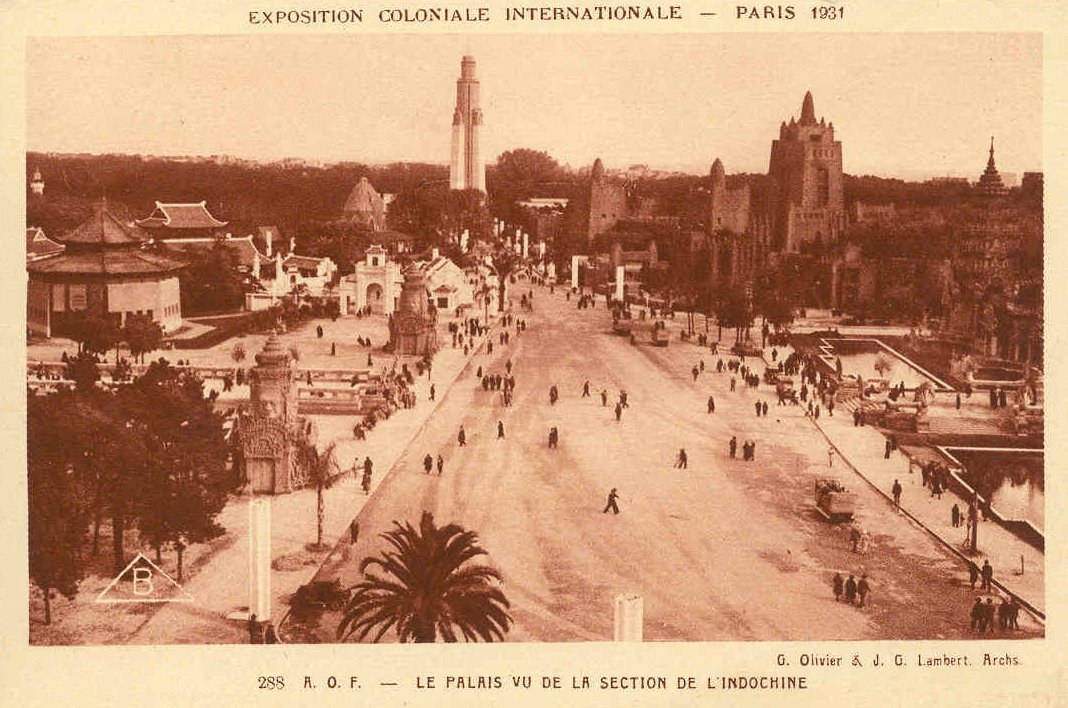
Straße der Kolonien

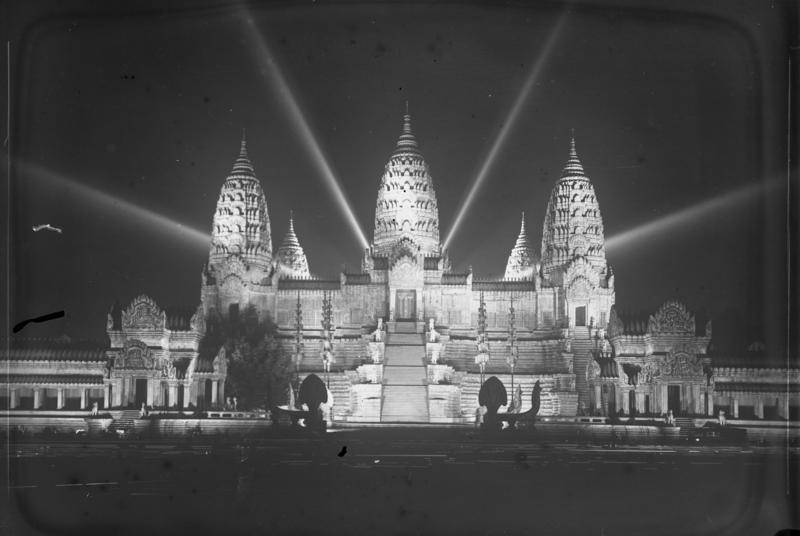
Kambodschanischer Tempel

Die Pariser Kolonialausstellung (frz.: „Exposition coloniale internationale“) fand vom 6. Mai bis zum 15. November 1931 in Paris, Frankreich statt. Ziel war es, die vielfältigen Kulturen und gewaltigen Ressourcen des französischen Kolonialreiches und anderer Kolonialreiche zu präsentieren.

## Geschichte
Generalsekretär der Kolonialausstellung war Marschall Hubert Lyautey. Die Ausstellung wurde im Bois de Vincennes am östlichen Stadtrand von Paris rund um den Daumesnil-See errichtet. Sie folgte in ihrem Konzept vorangegangenen Weltausstellungen.
Angesichts ihrer gewaltigen Dimensionen sprach die Bildhauerin Elizabeth Prophet von der „spektakulärsten kolonialen Darbietung, die der Westen jemals erlebt habe“. Die französische Regierung holte Bewohner aus den Kolonien nach Paris, wo sie ihre traditionelle Kunst und Handarbeit ausübten und die Vielfalt ihrer Architekturstile in Gestalt von Hütten oder Tempeln präsentierten. Die Ausstellung umfasste so auch eine in senegalesischen Siedlungen präsentierte „Völkerschau“. Das französische „Mutterland“ war in einer „Section métropolitaine“ repräsentiert und in einer „Cité des informations“ wurde die Gesamtheit des französischen Kolonialreichs vorgestellt. Die französischen Kolonien stellten sich dann in einzelnen Pavillons auf der Südseite des Daumesnil-Sees vor. Die Ausstellung zu den französischen Kolonien nahm etwa die Hälfte der Ausstellungsfläche in Anspruch.
Die andere Hälfte der Ausstellungsfläche, nördlich des Daumesnil-Sees, wurde mit Kolonialausstellungen anderer Nationen, wie Belgien, den Niederlanden, Italien, Japan, Portugal, dem Vereinigten Königreich und der Vereinigten Staaten belegt.
Das Ausstellungsgelände wurde durch eine Decauville-Parkeisenbahn erschlossen, auf dem in der Mitte des Ausstellungsgeländes liegenden Daumesnil-Sees fand Linienverkehr mit Schiffen statt. Spektakuläre Nachbauten – unter anderem ein kambodschanischer Tempel aus dem 12. Jahrhundert und eine Moschee im Stil der Lehmmoscheen von Timbuktu – waren große Attraktionen. Die Ausstellung wurde von einem umfangreichen Programm mit folkloristischen Darbietungen und anderen Attraktionen begleitet. Als ständige und bleibende Einrichtung der Ausstellung wurde ein Kolonialmuseum in dem für die Ausstellung errichteten Palais de la Porte Dorée eröffnet, dem einzigen Gebäude der Ausstellung, das heute noch steht.

## Intention
Frankreich verband mit der Ausstellung die politische Hoffnung, sein Kolonialreich als ein humanitäres Unternehmen darzustellen, indem es den gegenseitigen Austausch der Kulturen und den von Frankreich bewirkten Nutzen in Übersee beleuchtete. Damit suchte es deutscher Kritik zuvorzukommen, Frankreich sei ein „Ausbeuter der Kolonien [und] Verursacher von Rassenschande und Dekadenz“. Die Ausstellung strich die Rolle der einheimischen Kulturen in den Kolonien heraus und spielte die französischen Wirkungen bei der Verbreitung der eigenen Sprache und Kultur herunter, um die Meinung zu verbreiten, Frankreich sei mit den Kolonien verbunden, würde diese jedoch nicht assimilieren und überfremden.

## Erfolg
Die Kolonialausstellung bot ein Diskussionsforum für den Kolonialismus im Allgemeinen und über die französischen Kolonien im Besonderen. Französische Fachleute veröffentlichten während des sechsmonatigen Ereignisses über 3.000 Artikel und veranstalteten über 100 Kongresse. Schriftsteller des Kolonialismus nutzten sie als willkommene Gelegenheit zur Verbreitung ihrer Werke und in Paris entstand ein Markt für diverse exotische Küchen fremder Länder, besonders die Nordafrikas und Vietnams. Filmschaffende machten die französischen Kolonien zum Gegenstand ihrer Werke. Das koloniale Geschäft erfuhr eine allgemeine Erweiterung. Die Ausstellung verzeichnete 33 Millionen Besucher aus aller Welt. Zu den prominenten Besuchern der Ausstellung gehörten unter anderem der Herzog von York, der spätere König Georg VI. von Großbritannien, und seine Frau.

## Zwischenfälle

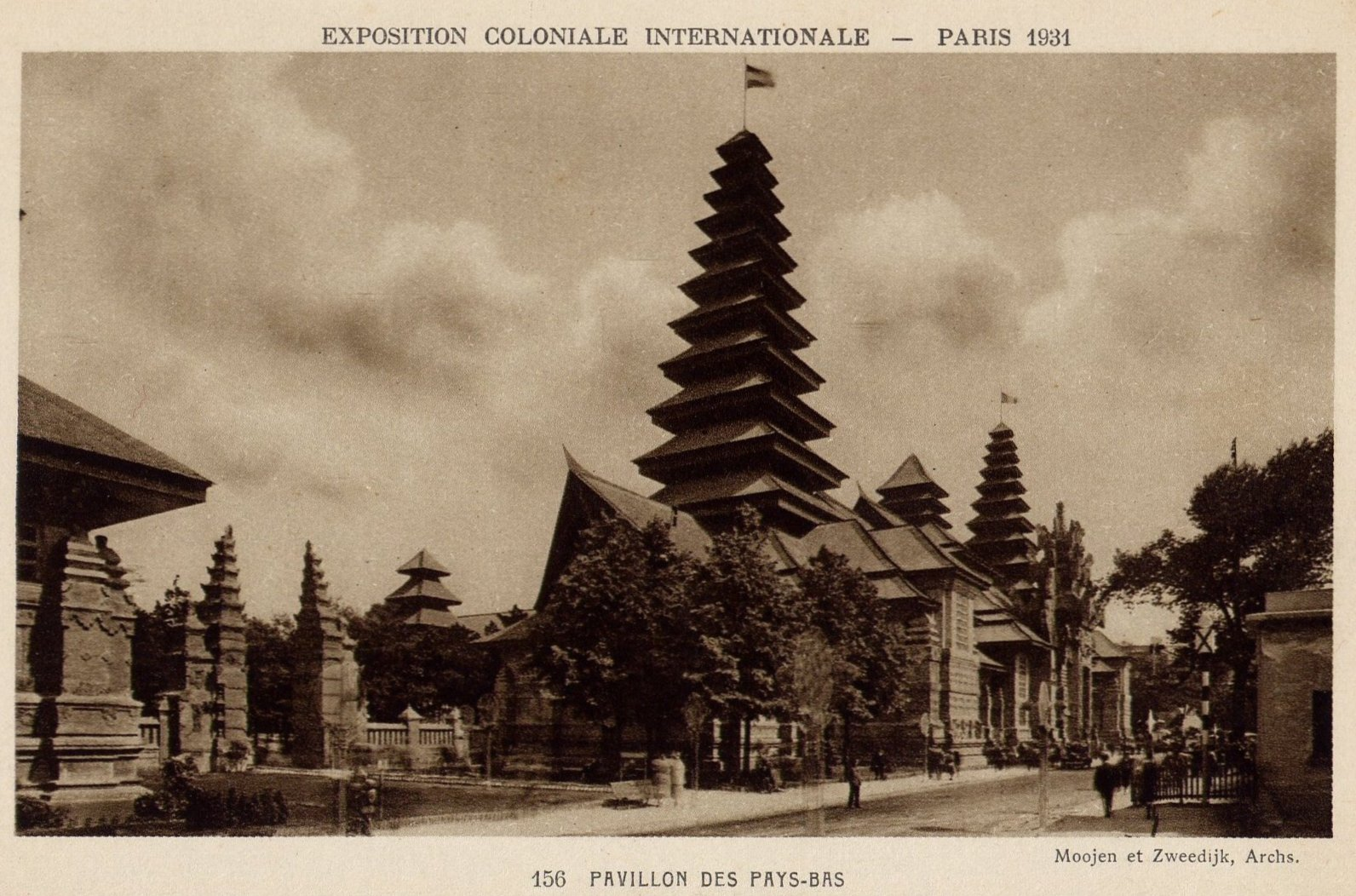
Niederländischer Pavillon vor der Zerstörung

Königin Wilhelmina der Niederlande und Prinzessin Juliana beim Besuch der Ausstellung

Am 28. Juni 1931 brach im niederländischen Pavillon, der zu den schönsten Gebäuden der Ausstellung gezählt wurde, ein Feuer aus. Der Bau im altmalaiischen Stil mit einer Grundfläche von 6.000 m2, der ein niederländisch-indisches Haus darstellte, brannte innerhalb einer halben Stunde nieder. Hierbei wurden die ausgestellten Kunstgegenstände von einzigartigem Wert zerstört. Es handelte sich um Leihgaben der Kolonialgesellschaft von Batavia sowie dem Reichsmuseum für Völkerkunde und waren teilweise 2.000 Jahre alt. Einige kleinere, in der Nähe des Pavillons befindliche Gebäude verbrannten ebenfalls. Das Feuer war durch einen Kurzschluss entstanden. In der Rekordzeit von 51 Tagen ließ die niederländische Regierung einen neuen Pavillon errichten, der am 18. August eröffnet wurde. Als Ersatz für die vernichteten Ausstellungsstücke stellte Königin Wilhelmina Kunstschätze aus ihrer eigenen Sammlung zur Verfügung.
Am 9. Juli 1931 kam es erneut zu einem Brand in der Ausstellung.
Ein weiteres Feuer entstand am 3. Januar 1934 im Zoo von Vincennes, der anlässlich der Kolonialausstellung von Heinrich Hagenbeck erbaut worden war. Obwohl der Brand rasch gelöscht werden konnte, verbrannten fünf Elefanten bei lebendigem Leib.

## Kritik
Surrealisten protestierten in einem Pamphlet gegen die Kolonialausstellung, kritisierten die Massaker in den Kolonien und bekräftigten ihren radikalen Antikolonialismus. „Auch wenn es der skandalösen Sozialistischen Partei und der jesuitischen Liga für Menschenrechte nicht gefallen mag, es wäre doch zu viel, wenn wir zwischen einer guten und einer schlechten Art zu kolonisieren unterschieden.“
Eine kleinere von der PCF und der Ligue de Défense de la Race Nègre unter der Führung von Tiemoko Garan Kouyaté organisierte Gegenausstellung unter dem Titel La vérité sur les colonies (Die Wahrheit über die Kolonien) zeigte unter anderem Albert Londres’ und André Gides kritische Darstellungen der Zwangsarbeit in den Kolonien.

## Transport
Eine 3.372 m lange, ringförmige Eisenbahn mit einer Spurweite von 600 mm verband die Stationen Porte d'Honneur, Porte de Reuilly, Französisch-Afrika, Zoologischer Garten, Italien/Niederlande und USA/Dänemark. Es gab vier Züge mit Renault-Decauville-Lokomotiven und jeweils 162 Sitzplätzen in 6 Wagen. Bis 5 Züge konnten gleichzeitig fahren, um bis zu 2000 Personen pro Stunde zu transportieren. Auf diese Weise wurden insgesamt 1.736.266 Besucher transportiert.

## Galerie

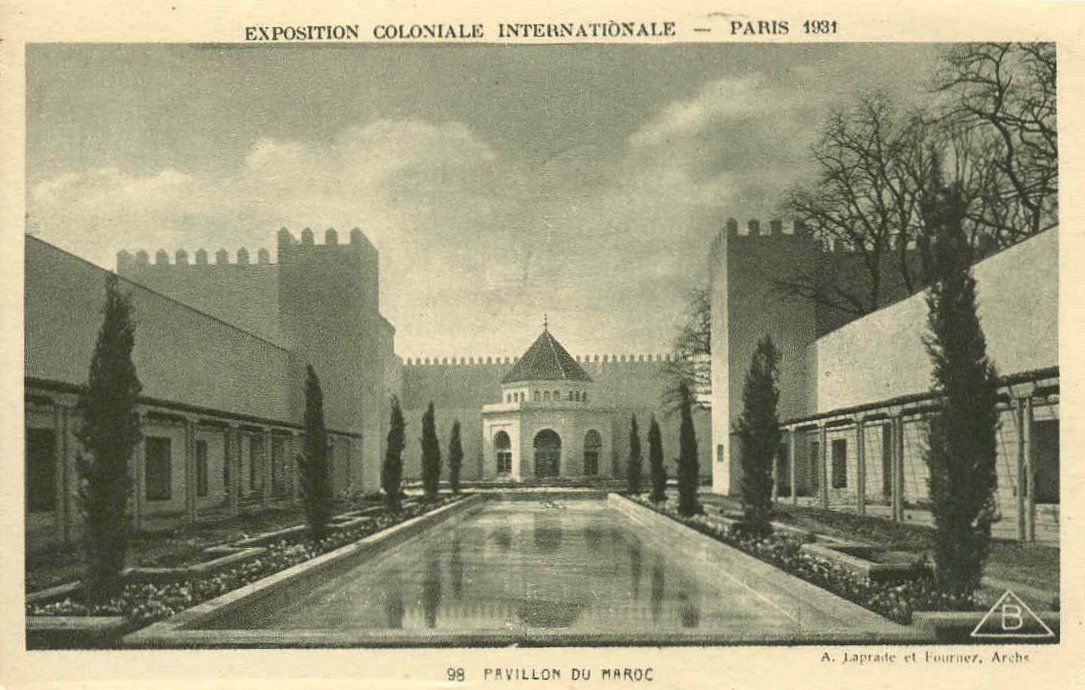
Marokko Pavillon
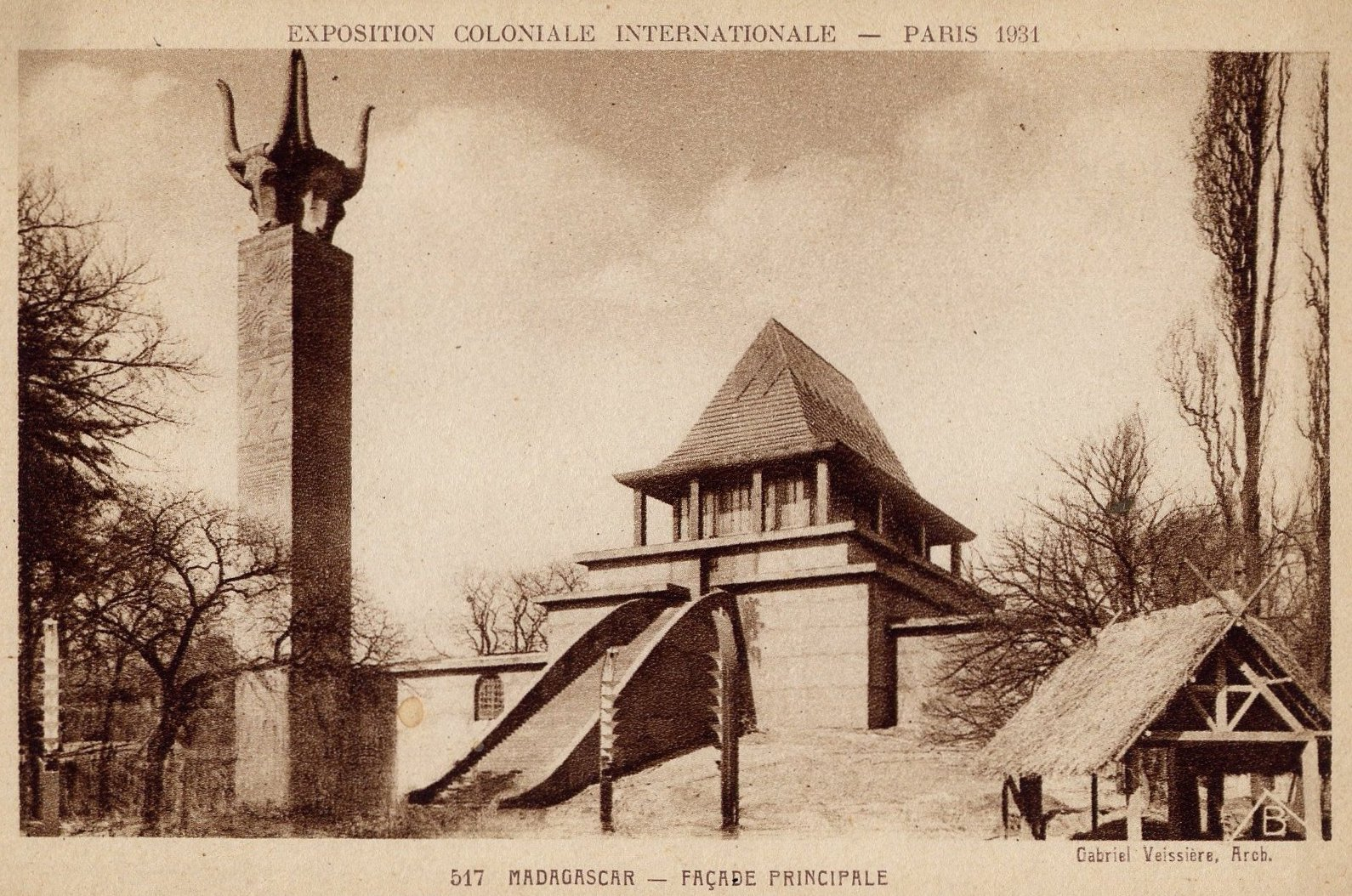
Madagaskar Pavillon
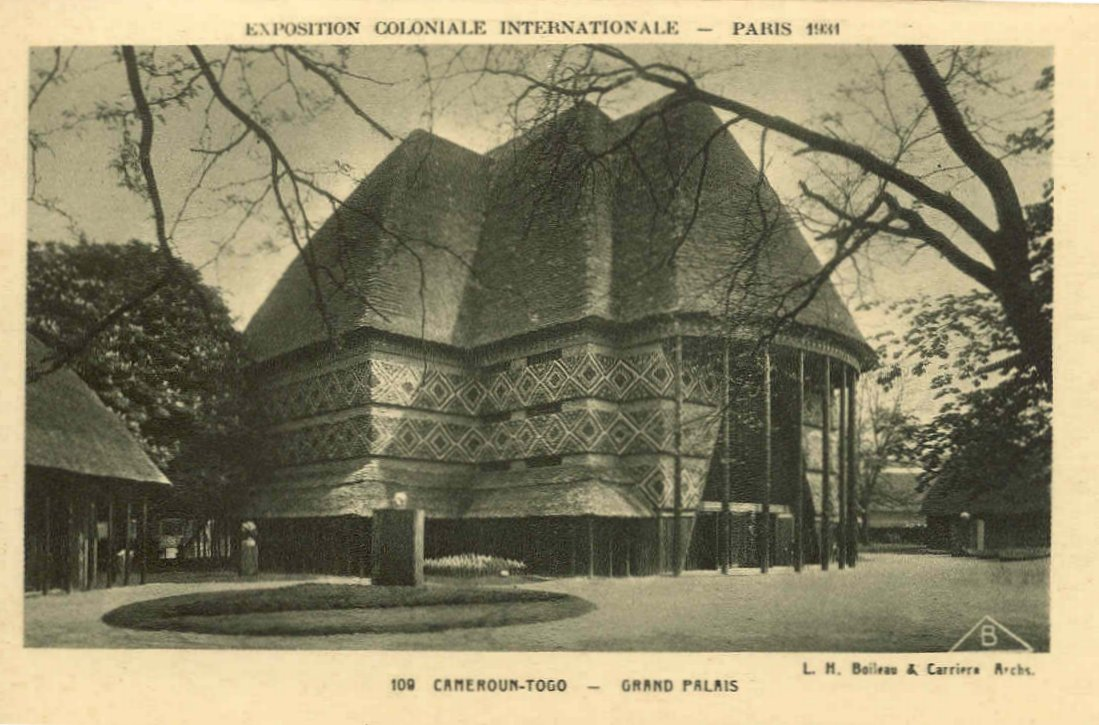
Kamerun Pavillon
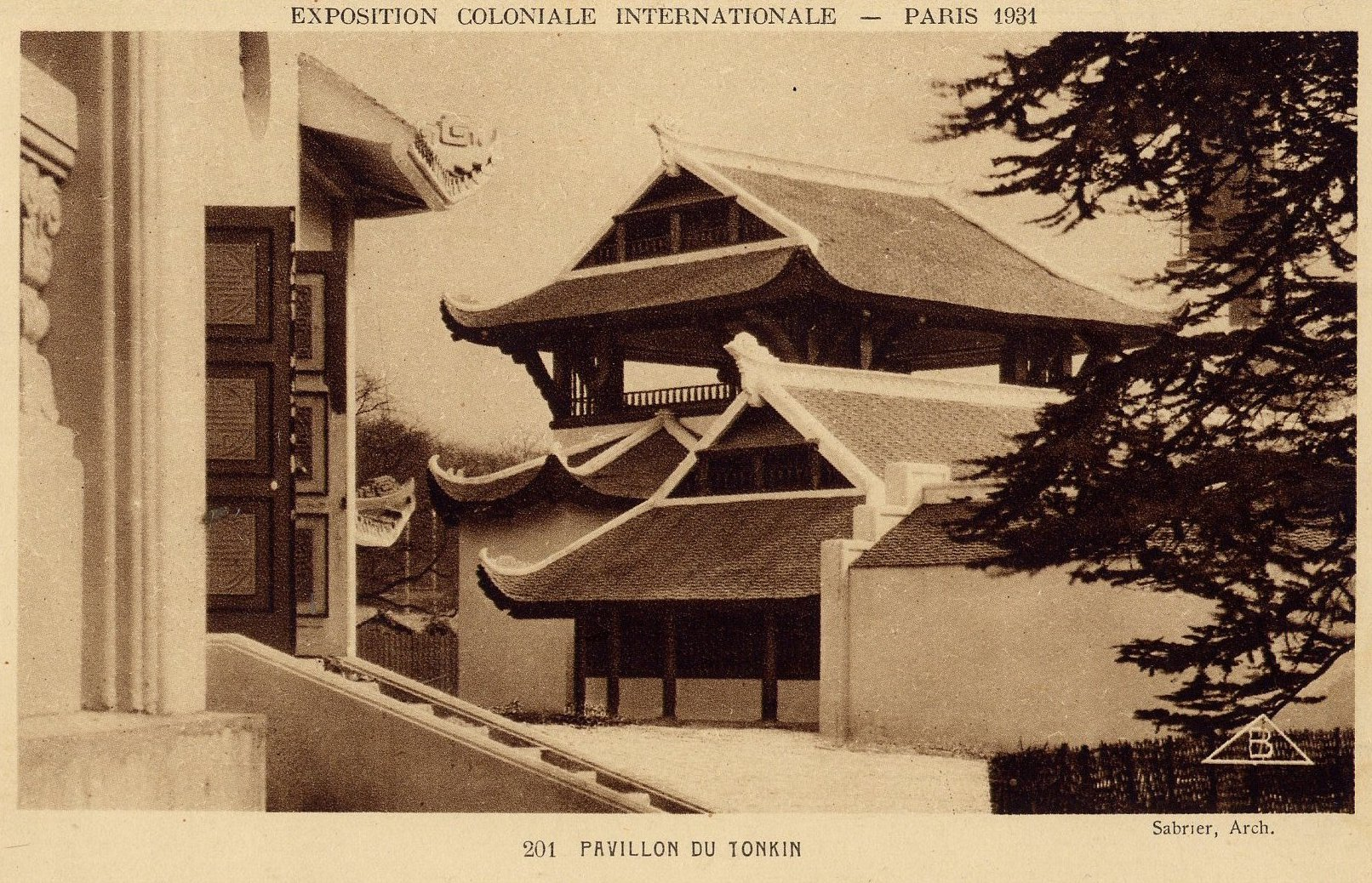
Tonkin Pavillon
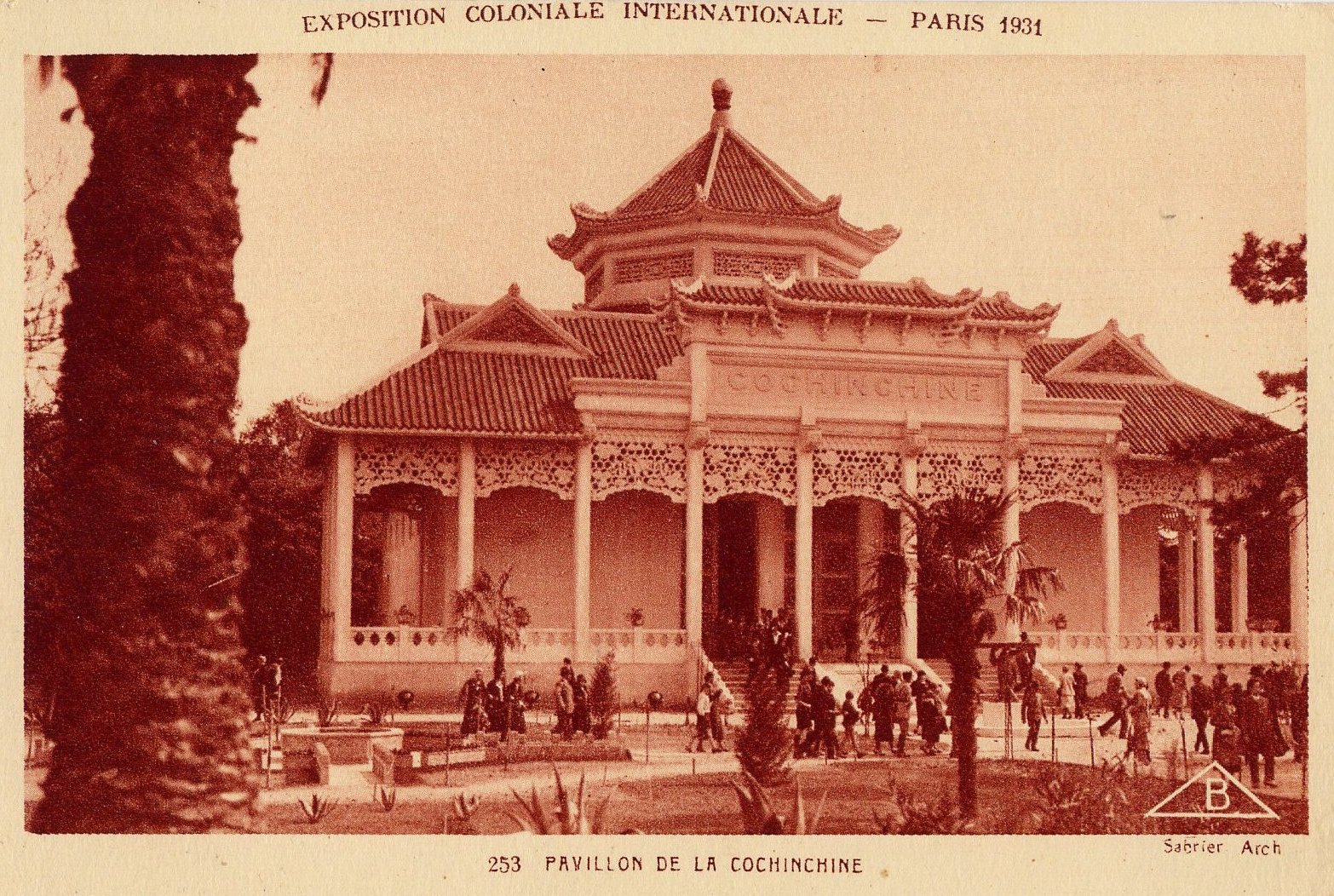
Cochinchina Pavillon
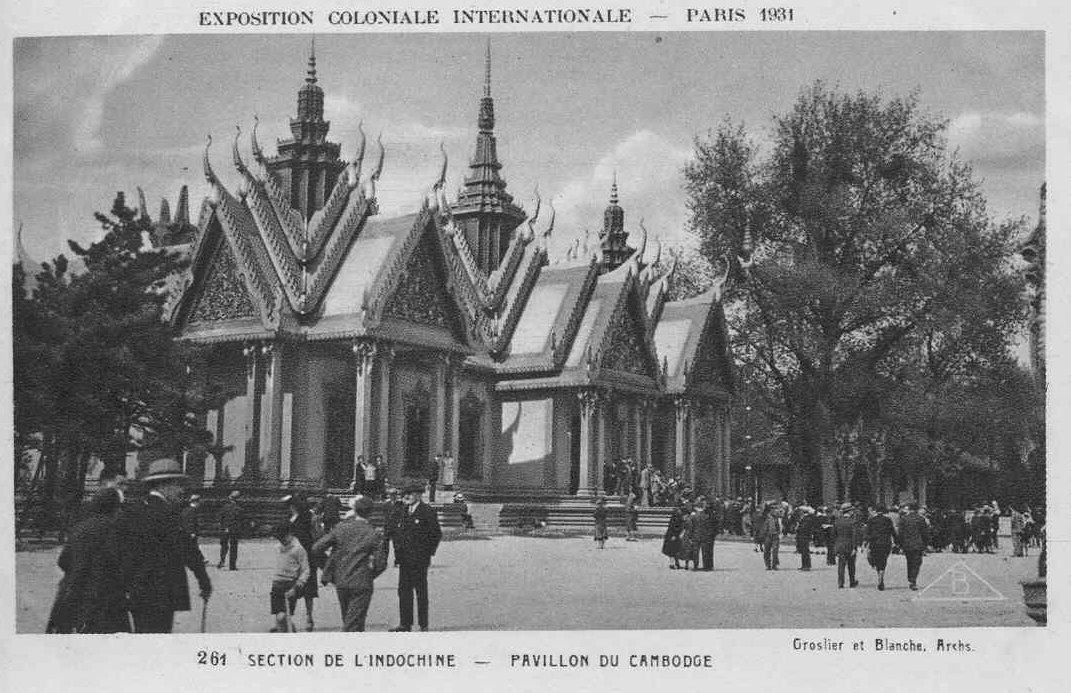
Kambodscha Pavillon
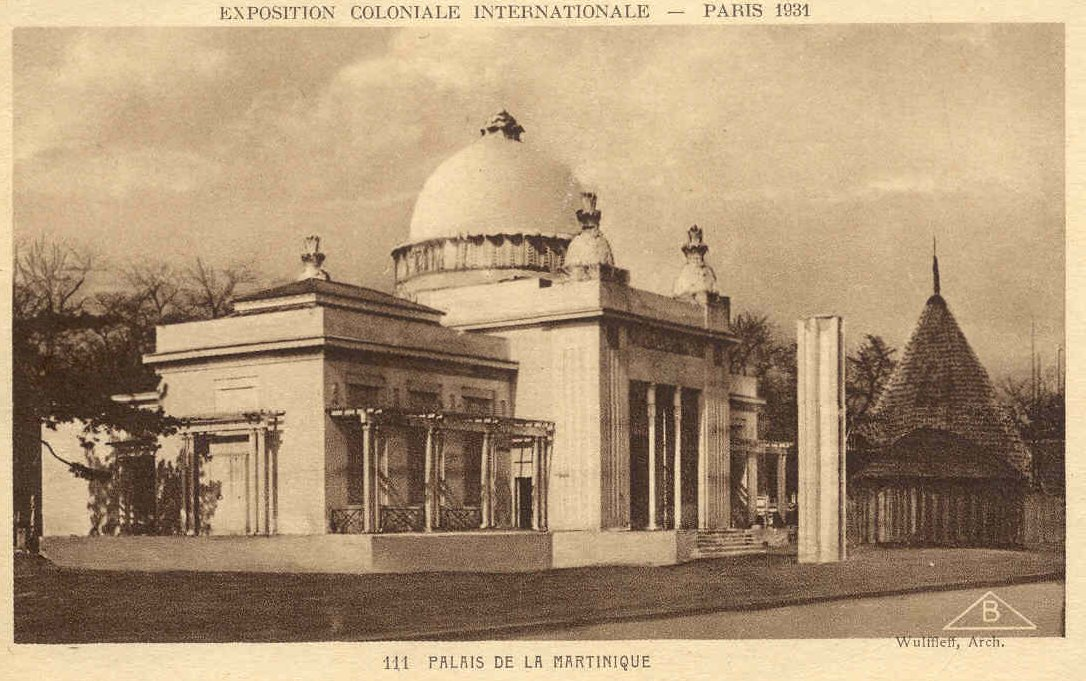
Pavillon Martinique
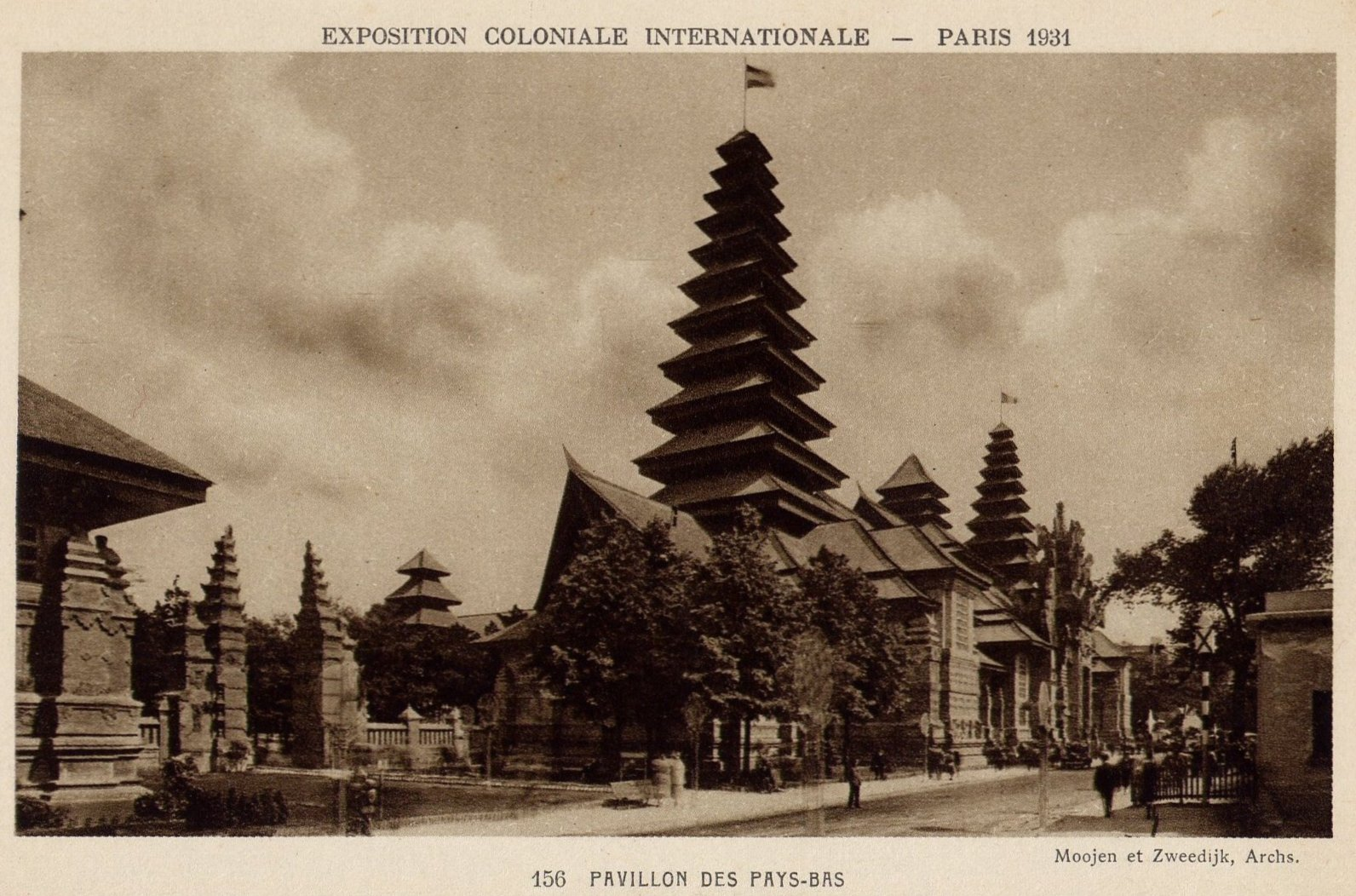
Pavillon der Niederlande
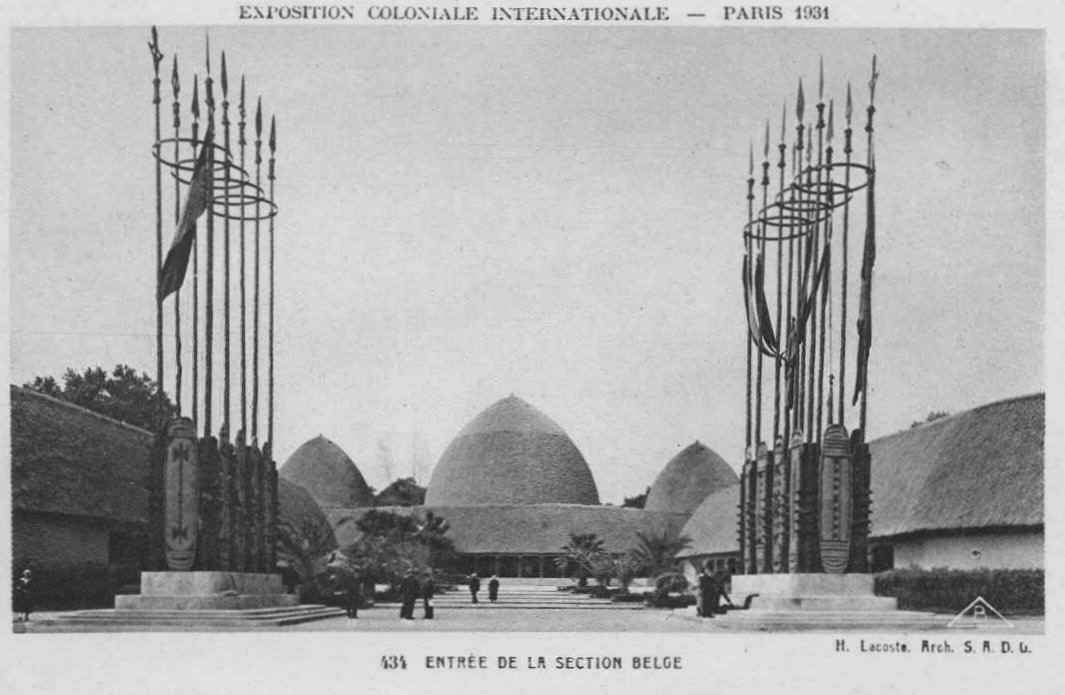
Pavillon von Belgien